# 송명근 (의사)
송명근(1951년 9월 16일 ~ )은 대한민국의 흉부외과 의사이자 대학교수이다.
서울대학교 의과대학과 동 대학원을 졸업, 서울아산병원 교수로서 1992년 대한민국 최초로 심장 이식 수술이라는 실적을 올렸고, 2007년 건국대병원 교수로 영입되었지만 카바 수술에 대한 논란으로 교수직에서 사퇴했다.